# Mettäjärvi (Gällivare socken, Lappland, 744122-177381)
Mettäjärvi är en sjö i Gällivare kommun i Lappland och ingår i Kalixälvens huvudavrinningsområde.